# Tetrabothriidae
Tetrabothriidae är en familj av plattmaskar. Enligt Catalogue of Life ingår Tetrabothriidae i ordningen Cyclophyllidea, klassen Cestoda, fylumet plattmaskar och riket djur, men enligt Dyntaxa är tillhörigheten istället ordningen Eucestoda, klassen Neodermata, fylumet plattmaskar och riket djur. Enligt Catalogue of Life omfattar familjen Tetrabothriidae 2 arter. 
Tetrabothriidae är enda familjen i ordningen Cyclophyllidea.
Kladogram enligt Catalogue of Life och Dyntaxa:
| Tetrabothriidae | \| \| Anophyrocephalus \| \| \| \| \| \| Tetrabothrius \| \| \| \| |
|                 | \| \| Anophyrocephalus \| \| \| \| \| \| Tetrabothrius \| \| \| \| |
|                 | Anophyrocephalus                                                   |
|                 |                                                                    |
|                 | Tetrabothrius                                                      |
|                 |                                                                    |